# Elternsprechtag
Der Elternsprechtag ist eine reguläre Möglichkeit für Eltern, sich mit dem Klassenlehrer bzw. Fachlehrern ihrer Kinder über deren schulische Leistungen, ihr Verhalten und andere auf die Schule bezogene Themen zu unterhalten. Dies kann mit oder ohne Beisein der Kinder geschehen. 

## Ablauf
Dazu begibt sich jeder Lehrer am Sprechtag in einen ihm zugeteilten (Klassen-)Raum, wo ihn anhand eines Raumplans jeder finden kann und empfängt dort nacheinander die Eltern. Solch ein Termin dauert in der Regel fünf bis fünfzehn Minuten und dient nur einer kurzen Mitteilung über die Leistungen, das Verhalten und weiteren Auffälligkeiten. Dabei handelt es sich nicht um ein einseitiges Vortrag durch den Lehrer. Vielmehr sollten auch die Eltern wichtige Informationen über ihre Kinder, die die schulischen Leistungen betreffen oder diese beeinflussen könnten, mitteilen. Längere Gespräche sind normalerweise nur nach einer gesonderten Vereinbarung und nicht am Elternsprechtag möglich (Elterngespräch).
Der Vorteil für die Eltern besteht darin, dass sämtliche Lehrer an einem Tag verfügbar sind und nicht deren Sprechstunde an verschiedenen Tagen einzeln aufgesucht werden muss.
Meist bekommen die Eltern vorher eine schriftliche Einladung der Schulleitung und die Schüler einen vorgedruckten Terminplan mit Uhrzeiten. Die Eltern teilen ihren Kindern mit, welche Lehrer sie sprechen möchten und in welchem Zeitraum dies etwa geschehen soll, damit Termine mit den Lehrern vereinbart werden können.
Verschiedene Regelungen
In der Regel erfolgt am Vormittag der normale Schulalltag. An Ganztagsschulen werden die Schüler am Ende der sechsten Unterrichtseinheit vom Unterricht befreit. Bei größeren Schulen kann ein Elternsprechtag aber auch einen ganzen Schultag oder mehrere Nachmittage einnehmen. In manchen Schulen wird dieser Tag mit einer Aktion verbunden. Dabei begleiten die Schüler ihre Eltern zum Elternsprechtag, bereiten ein Buffet vor und stiften den Erlös für soziale oder schulische Projekte.

## Alternativen
Beim Elternsprechtag stehen nur kurze Gesprächstermine in dichter Abfolge hintereinander zur Verfügung. Diese Reihengespräche müssen somit oberflächlich bleiben. Ein angemessenes Eingehen auf einzelne Gesprächspartner ist nur sehr eingeschränkt möglich. Anstatt eines Termins beim Elternsprechtag können Eltern die wöchentliche Sprechstunde besuchen oder auch jederzeit Kontakt mit den jeweiligen Lehrern aufnehmen und um ein Gespräch außerhalb des Sprechtags, auch in Form eines Telefonats, bitten. Eine solche Kontaktaufnahme erfolgt etwa über das Schulsekretariat, eine formlose schriftliche Bitte, die durch das Kind übermittelt wird, oder sogar per E-Mail. Im Rahmen der schulorganisatorischen Möglichkeiten wird dem Gesprächswunsch im Allgemeinen so bald wie möglich entsprochen.